# Per Henrik Lings Allé
Per Henrik Lings Allé, tidligere Idræts Allé, er en gade på Østerbro. Den ligger mellem Øster Allé og Gunnar Nu Hansens Plads.
På Per Henrik Lings Allé 2 ligger Danmarks største fodboldstadion Parken. Det nuværende kompleks er opført 1992 ved Gert Andersson. Overfor, men med adresse på Gunnar Nu Hansens Plads, ligger Trafiklegepladsen i Fælledparken.
Gaden er opkaldt efter den svenske digter og gymnastikpædagog Per Henrik Ling (1776-1839), der er blevet omtalt som "den svenske gymnastiks far". Vejen fik sit navn i 1944, idet det bevidst blev benyttet til placeringen ved Parken og Østerbro Stadion. I nr. 4 på gaden ligger den trestjernede Michelin-restaurant, Geranium.